# Burgundiai–svájci háború
A burgundiai–svájci háború 1474 és 1477 között folyt változó intenzitással. A néhány nagyobb csatából álló összecsapássorozat a svájciak győzelmével ért véget. Az utolsó ütközetben elesett Károly burgundi herceg, és birodalmát, a Burgundi Hercegséget felosztották maguk között a Habsburgok és a franciák.

## Előzmények

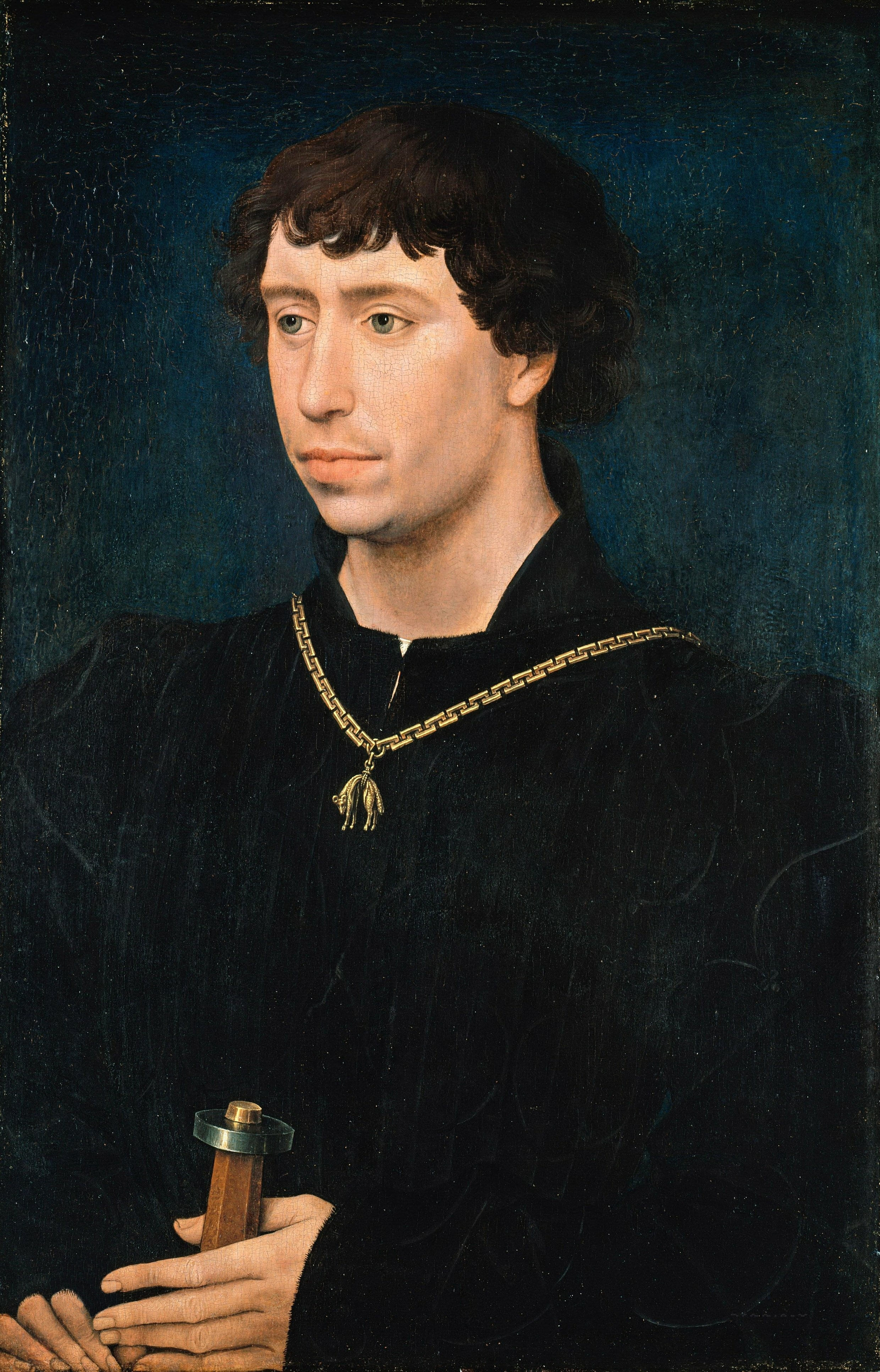
Merész Károly Rogier van der Weyden festményén

Az 1470-es évekre Merész Károly burgundi herceg Európa egyik legerősebb uralkodójává vált, aki folyamatos hadakozással igyekezett birodalma területét növelni. A Franciaország és a Német-római Birodalom közé beékelődött Burgundi Hercegség erősen központosított monarchia volt. 1474-re ellenőrzése alá vonta Elzász és Franche-Comté tartományokat, valamint szövetséget kötött a Savoyai Hercegséggel, amely a Vaud régió vezető hatalma volt. A 15. században ezek a területek az Ósvájci Konföderáció határainál feküdtek, így a herceg kielégíthetetlen területi ambíciói fenyegetést jelentettek a svájciakra.
Károly 1474-re valamennyi szomszédjával, kivéve a Savoyai Hercegséget, ellenséges viszonyban állt. 1474. július 29-én csapatai megjelentek a Kölntől 35 kilométerre északra fekvő város, Neuss falai előtt. A város és Köln érseke között vita volt, és Ruprecht Károly segítségét kérte a lázongó város megleckéztetésére. A burgundi uralkodó úgy döntött, elfoglalja Neusst.
1474. október 25-én, az agresszióra válaszul, a svájci konföderáció háborút hirdetett a Burgundi Hercegség ellen, csatlakozva a Zsigmond főherceg és az olyan városok, mint Strasbourg, Bázel és Colmar által kötött szövetséghez.

## Héricourt-tól Nancyig
1474. október 25-én háromezer berni és ötszáz freiburgi, valamint soleure-i katona indult el Héricourt felé, hogy elfoglalja a burgundiaiaktól. Károly sereget küldött az ostromlott város felmentésére. A felek november 13-án összecsaptak, és a hercegség hada vereséget szenvedett.

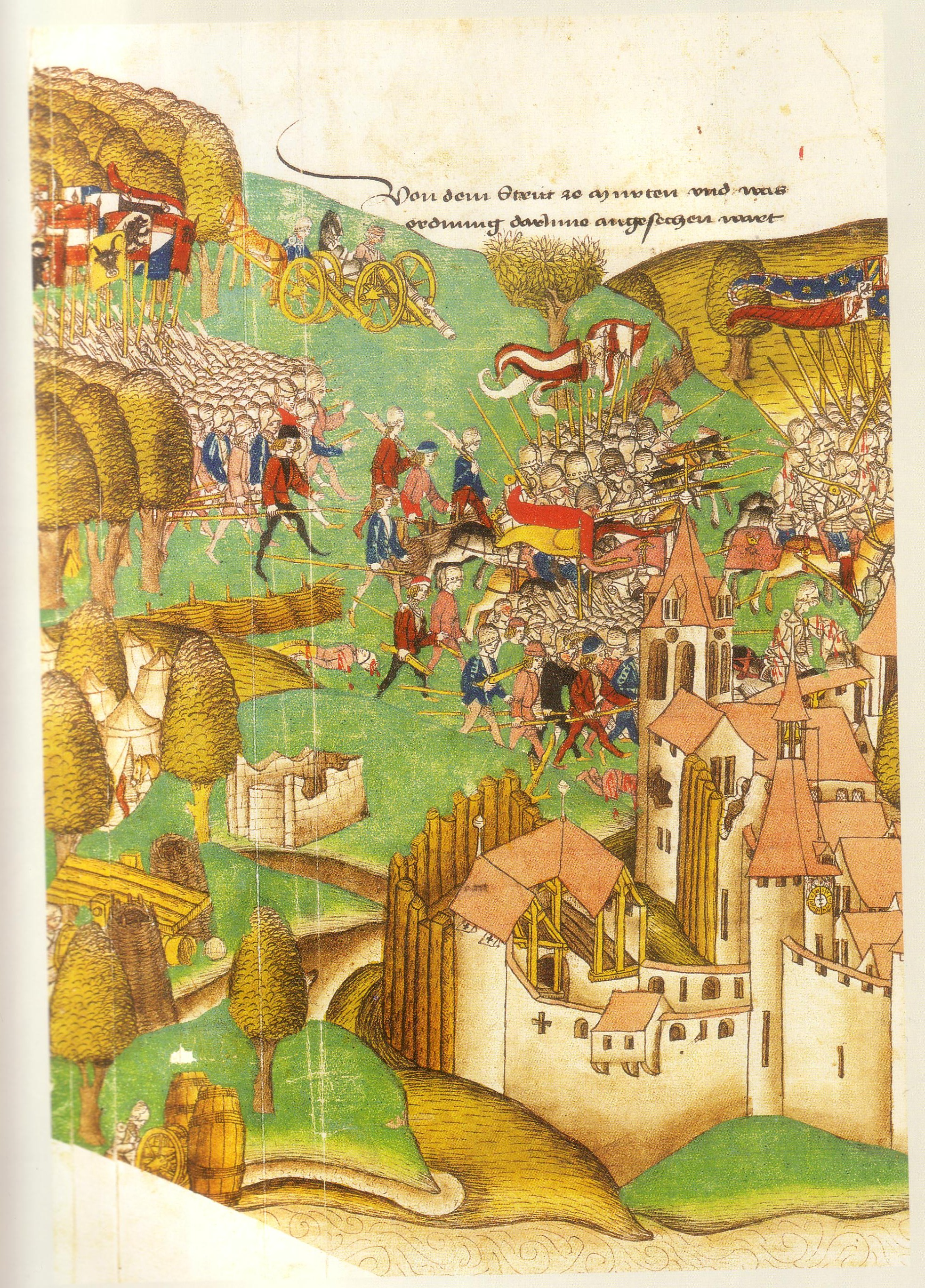
A murteni csata ábrázolása 1480-84-ből

1475-ben Bern kanton három hadjáratot indított a Savoyai Hercegség területe ellen, és sok más település és erődítmény mellett elfoglalta Grandson várát. Ezek az akciók Merész Károly érdekeit sértették, különösen a Nagy Szent Bernát-hágó savoyai ellenőrzésének elvesztése. Ezzel a herceg elvesztette a gyors utánpótlás lehetőségét. A herceg a plantai csata után 17 nappal, 1475. november 30-án elfoglalta Nancyt, és a svájci szövetség ellen fordult.
Merész Károly seregei 1476 februárjában értek Grandson várához, amelyet valamivel több mint ötszáz svájci katona védett. Az ostrom február 28-áig tartott, amikor a védők megadták magukat. Aznap és másnap a herceg a garnizont védő valamennyi, 412 férfit felakasztatta vagy vízbe fojtatta.
A svájci kantonok által felállított sereg március 2-án megütközött a burgundiai haddal. A herceg lovassága tehetetlen volt a svájci lándzsás négyszögekkel szemben, és megfutamodott.  Károly hamar pótolta veszteségeit, és június 22-én ismét összecsapott a svájciakkal Murtennél. A csata a svájciak győzelmét hozta ismét. A kantonok egyesített csapata hatalmas mészárlást vitt végbe a burgundiaiak között.
A herceg nem vesztette el optimizmusát, újabb hadjáratot tervezett, de korábbi szerencséje nem tért vissza. A svájciak teljesen elvágták szövetségesétől, a Savoyai Hercegségtől, elvesztette Vaudot, és hadserege soha nem érte el újra murteni létszámát. 1477 januárjában Merész Károly ismét ostromot indított Nancy ellen, de január 5-én a svájciakkal megerősített koalíciós sereg legyőzte csapatait, és a herceg életét vesztette a csatatéren. Holttestét csak napokkal később találták meg meztelenül, arcának egy részét letépték a ragadozók. Burgundia hamarosan elvesztette önállóságát.